# 戴陽
戴陽（1988年10月4日—）台灣唱片製作人，『iColor』愛客樂成員，曾任職可米國際影視A&R音樂製作統籌，現為紀佳松的『Future Sound Music』瑞米詩音樂製作人，『Mr. Music』先生娛樂創辦人。
戴陽在他的⾳樂生涯已經入圍金曲獎三屆提名，七個類別獎項。作為一個藝人、作曲家、製作⼈及編曲家，他曾經與一些知名的歌手合作，包括潘瑋柏、SpeXial、CTO、張涵雅，以及2019年與韓國男團EXO-CBX合作發行了OST單曲“Be My Love”，2020年與韓國男團MONSTA X合作發行了"Guess Who"。
戴陽⽬前在 Future Sound Music Corp旗下，擔任專屬詞曲作者/製作人，並繼續探索與世界各地優秀的⾳樂家合作的機會。

## 獲獎紀錄
| 年份   | 獎項                                                      |
| ------ | --------------------------------------------------------- |
| 2014年 | 入圍第25屆金曲獎最佳客語專輯 入圍第五屆金音獎最佳民謠專輯 |
| 2015年 | 臺灣原創流行音樂大獎 客語組 第三名及最佳現場演出          |
| 2016年 | 入圍第27屆金曲獎最佳客語專輯和最佳客語歌手                |
| 2019年 | 入圍第30屆金曲獎最佳客語專輯,最佳客語歌手和最佳年度專輯   |
| 2022年 | 入圍第33屆金曲獎最佳客語專輯和最佳年度專輯                |

### iColor愛客樂專輯
| 專輯 # | 專輯名稱 | 發行公司                                      | 發行日期       | 曲目 |
| ------ | -------- | --------------------------------------------- | -------------- | --- |
| 1st    | 饕客阿哥 | 伊仕寶事業有限公司 好有感覺音樂事業有限公司   | 2013年12月31日 | 曲目 1. 恁早 2. 桐花開 3. 三姑個鹹水雞 4. 你有閒嗎? 5. 講I Love You 6. 行過 7. 阿公阿婆 8. 承蒙你 9. 至好朋友就是耶穌                                                                                              |
| 2nd    | 快客調   | 伊仕寶事業有限公司 好有感覺音樂事業有限公司   | 2014年12月31日 | 曲目 1. Hight All night 2. 遽遽(Giag Giag) 3. 新年快樂 4. 當無閒 5. 唉！米酒 6. 安口 7. 奇異恩典 |
| 3rd    | 靚靚     | 伊仕寶事業有限公司 好有感覺音樂事業有限公司   | 2015年12月30日 | 曲目 1. 係喔 2. 靚靚 3. 客家小炒 4. 天公落水 5. 恬恬想 6. 搞 7. 做一首歌曲 8. 來來來去 9. 有閒正來寮 10. 我心靈得安寧                                                                                              |
| 4th    | 轉       | 好痛音樂事業有限公司 好有感覺音樂事業有限公司 | 2018年9月21日  | 曲目 1. 阿姆个啊喔 2. 摘茶歌 2018(feat. 李文宏) 3. 拈轉來啦(feat. 幽谷 瓦歷思) 4. 硬頸 5. 你有較瘦喔 6. 慢慢仔 7. 愛你(feat. 夏以儷) 8. 轉屋下 9. 夢想天堂 10. 尞到天穿 11. 當慶 12. 行過 遊子返鄉版(feat. 李文宏) |
| 單曲   | 徙Sai    | 好痛音樂事業有限公司                          | 2019年12月10日 | 曲目 1. 徙(Sai) |
| 5th    | 他鄉尋客 | 好痛音樂事業有限公司 好有感覺音樂事業有限公司 | 2012年3月18日  | 曲目 1. 徙 2. 山歌-啟程 3. 義民七字調 4. 分羅笑娜 5. 客人的腳跡(feat. 蔡阿保) 6. 八音 7. 山歌-途中 8. 土地悲歌 9. 他鄉尋客 10. 離開想愛轉去 11. 打獅 12. 山歌-回程 13. 承蒙感謝 14. 晚安曲(feat. Vita張芮菲)       |

## 作品列表

### 2024年
|                                                                                                |  |
| - 陳勢安 - 破風（作曲，編曲）(華麗計程車行片頭曲) - 菜鳥仔 band band band - 海豬的駕照（編曲） |  |

### 2023年
|                                                 |  |
| - 羅志祥 - 源進化（編曲）(源進化遊戲同名主題曲) |  |

### 2022年
| |  |
| - 呂爵安 - Elevator（作曲，編曲） - 張祺璦 - 謝謝你愛著我（作曲，編曲）(機智校園生活片尾曲) - 王欣晨 - CARRY Ｕ（吉他）(機智校園生活片頭曲) |  |

### 2021年
| |  |
| - P.S.黃柏勳 - 暐婷For Me（作曲，編曲） - 羅震環 - Merry Go Round（吉他）(好想和你在一起插曲) - 唐禹哲 - 可不可以（作曲，編曲）(一起深呼吸插曲) - 愛客樂 - 分羅笑娜（作曲，編曲） - 愛客樂 - 土地悲歌（作曲，編曲） - 愛客樂 - 他鄉尋客（作曲，編曲） - 愛客樂 - 客人个腳跡（作曲，編曲） - 愛客樂 - 離開，想愛轉去（作曲，編曲） - 愛客樂 - 打獅（編曲） - 愛客樂 - 承蒙感謝（編曲） - 陳大天 - 落榜（詞曲，製作人，編曲） |  |

### 2020年
| |  |
| - MONSTA X - Guess Who（作曲）(FATAL LOVE) - 愛客樂 - 愛好好个（作曲，編曲） - 朱星杰 - 浪漫（吉他編曲，製作協力） - 王中平 (1967年) - 恆春 世界上出名（製作人，編曲） - 安心亞 - 低頭戰（編曲，製作協力） - 安心亞 - 來追我男友吧（製作協力） - 安心亞 - 臉盲症（製作協力） - 安心亞 - 愛得起（製作協力） - 潘瑋柏 - To Be Loved（配唱製作人） - 潘瑋柏 - 愛你3000（配唱製作人）（Solo Version） - 潘瑋柏 - 第二順位（配唱製作人） - 潘瑋柏 - Kisses（和聲） |  |

### 2019年
| |  |
| - EXO-CBX - Be My Love（作曲）(戀愛播放列表第四季) - 潘瑋柏 - 愛你3000（配唱製作人）（Feat.黃旭 & 肖恩恩） - 倪子鈞 - 各退一步（編曲） - 黃自立 - 勇敢飛（編曲） - 陳廷聿 - 高空飛行（編曲） - 陳大天 - 雞雞歌（作曲，作詞，編曲） - 張涵雅 - 閨蜜（編曲） |  |

### 2018年
| | |
| - 張涵雅 - 像作過的夢（製作人，編曲） - 明杰 - 分手節（製作人，編曲） - 蘇詩丁 - 謊人國（製作協力） - 赵露 - 正好（編曲） - 卓猷燕 - 還是很想說愛你（編曲） - C.T.O - Insomnia（製作協力） - C.T.O - 燥（製作協力） - 羅小白 - 貪玩年代（編曲） - 小玉 (YouTuber) - 怪人（編曲） - 宏正 - 決定（作曲）(高校英雄傳片頭曲) - 宏正 - 天天（製作人, 作曲, 編曲）(高校英雄傳插曲) - 成語蕎 - Kiss Me（製作人, 作曲, 編曲） - 成語蕎 - 另一個我（製作人, 編曲） - 成語蕎 - 好多話好多話想對你說（製作人） | - 愛客樂 - 阿姆个阿喔（製作人） - 愛客樂 - 2018摘茶歌（製作人, 編曲） - 愛客樂 - 拈轉來啦（製作人, 作曲, 編曲） - 愛客樂 - 硬頸（製作人, 作曲, 編曲） - 愛客樂 - 你有較瘦嗎（製作人, 作曲, 編曲） - 愛客樂 - 慢慢仔（製作人, 作曲, 編曲） - 愛客樂 - 愛你（製作人, 作曲, 編曲） - 愛客樂 - 轉屋下（製作人, 作曲, 編曲） - 愛客樂 - 夢想天堂（製作人, 作曲, 編曲） - 愛客樂 - 寮到天穿（製作人, 作曲, 編曲） - 愛客樂 - 當慶（製作人, 作曲, 編曲） - 愛客樂 - 行過 遊子返鄉版（製作人, 編曲） - 吳忠明 - 不失陪的夢（編曲）(紅樓夢The Story Of The Stone主題曲) - 紅樓夢The Story Of The Stone - （電影配樂） - 胡栋栋 - 我能够承受你说不愛我（作曲, 編曲） |

### 2017年
| | |
| - 李宓- 熱（製作人、編曲） - A-Team - Mr. A-Team（製作協力） - 辰亦儒 - 硬（製作協力） - 辰亦儒 - 萬人迷不迷（製作協力） - 辰亦儒 - 參半（編曲、製作協力） - 汪東城- 英雄也會流淚（製作協力） - SpeXial- 難為情.義（製作人、編曲）(終極三國 (2017年)片頭曲) - 潘瑋柏- 分裂的時光（製作人、編曲）(真人秀『挑戰的法則』) - 趙小熙- 連根拔起（編曲） - 江源东- 怕伤（編曲） | - 潘瑋柏- Coming Home（製作協力） - 潘瑋柏- 第三類接觸（製作協力） - 潘瑋柏- 啞巴（製作協力） - 潘瑋柏- 根本沒愛過（製作協力） - 潘瑋柏- 鏘（製作協力） - 潘瑋柏- 稀罕沒理由 （製作協力） - 潘瑋柏- 漫動作（製作協力） - 邱勝翊- 上位（製作協力） |

### 2016年
| |  |
| - SpeXial - 大俠（作曲、編曲）(終極遊俠片頭曲) - SpeXial - Fire Flame（編曲） - SpeXial- Glorious（編曲） - A'N'D- 愛我你就抱抱我（編曲）(終極遊俠片尾曲) - 趙露- 逐一道別（編曲） - 周暘- 過曝的愛（編曲） |  |

### 2015年
| | |
| - Fuying&Sam - 有你作伙（作曲、編曲） - SpeXial - 貼身（作曲、編曲） - 愛客樂 - 係喔（製作人、編曲） - 愛客樂 - 靚靚（製作人、編曲） - 愛客樂 - 客家小炒（製作人、編曲） - 愛客樂 - 天公落水（製作人、編曲） | - 愛客樂 - 搞（作曲、製作人、編曲） - 愛客樂 - 來來來去（製作人、編曲） - 愛客樂 - 做一首歌曲（製作人、編曲） - 愛客樂 - 來來來去（製作人、編曲） - 愛客樂 - 有閒正來寮（製作人、編曲） - 愛客樂 - 我心靈得安寧（製作人、編曲） |

### 2014年
| | |
| - 王大文、郭靜、炎亞綸 - 絕對星盛事（編曲） - 愛客樂 - High All Night（製作人、編曲） - 愛客樂 - 遽遽（製作人、編曲） - 愛客樂 - 新年快樂（製作人、編曲） | - 愛客樂 - 當無閒（製作人、編曲） - 愛客樂 - 唉！米酒（製作人、編曲） - 愛客樂 - 安口（製作人、編曲） - 愛客樂 - 奇異恩典（製作人、編曲） |

### 2013年
| | |
| - OK繃 - 這故事（編曲） - 邱廉欽 - 恁早（製作人、編曲） - 邱廉欽 - 桐花開（製作人、編曲） - 邱廉欽 - 三姑的鹹水雞（製作人、編曲） - 邱廉欽 - 你有閒嗎（製作人、編曲） | - 邱廉欽 - 講I Love You（製作人、編曲） - 邱廉欽 - 行過（製作人、編曲） - 邱廉欽 - 阿公阿婆（製作人、編曲） - 邱廉欽 - 承蒙你（製作人、編曲） - 邱廉欽 - 搖籃曲（製作人、編曲） - 邱廉欽 - 至好朋友就是耶穌（製作人、編曲） |

## 外部連結
- 戴陽的Facebook專頁
- 戴陽的Instagram
- iColor愛客樂 youtube頻道